# Rafael II de Constantinopla
Rafael II de Constantinopla (em grego: Ραφαήλ Β΄) foi patriarca ecumênico de Constantinopla entre 1603 e 1607.

## História
Rafael era bispo de Metímna quando, em março de 1603, foi eleito patriarca. Durante seu patriarcado, tratou de regulamentar muitos assuntos eclesiásticos e determinou a criação de uma série de padronizações. Os conflitos com o patriarca anterior, Neófito II, provocaram muitos problemas na Igreja, a ponto de Cirilo Lucaris, numa carta ao bispo de Heracleia Perinto, Dionísio, afirmar que "... Rafael comandou o Patriarcado como um tirano por mais de quatro anos ...".
Rafael revelou interesse numa possível união com a Igreja ocidental e iniciou uma correspondência secreta com o papa. Ele permaneceu como patriarca até outubro de 1607, quando foi finalmente deposto pelo sultão Amade I e exilado, onde acabou sofrendo uma morte violenta.